# Nart Czerkiesk
Nart Czerkiesk (ros. Футбольный клуб «Нарт» Черкесск, Futbolnyj Kłub "Nart" Czerkiessk) – rosyjski klub piłkarski z siedzibą w Czerkiesku.

## Historia
Chronologia nazw:
- od 1982: Nart Czerkiesk (ros. «Нарт» Черкесск)

Piłkarska drużyna Nart została założona w 1982 w mieście Czerkiesk.
W tym że roku zespół debiutował w Drugiej Lidze, grupie 3 Mistrzostw ZSRR, w której występował do 1991 roku.
W Mistrzostwach Rosji klub startował w Pierwszej Lidze, grupie Zachodniej, w której występował 2 sezony, a od 1994 występował w Trzeciej Lidze.
W 1998 klub zagrał w Drugiej Dywizji, grupie Południowej, jednak zajął 18 miejsce i spadł z rozgrywek lig profesjonalnych.
W latach 1999–2001 zespół występował w Amatorskiej Lidze.
W 2002 klub ponownie występuje w Drugiej Dywizji, grupie Południowej, jednak w następnym 2003 zajął przedostatnie 19 miejsce i został pozbawiony statusu klubu profesjonalnego.
Po 2009 roku nie grał w żadnej lidze.

## Sukcesy
- 7 miejsce w Drugiej Lidze ZSRR:

1989
- 1/64 finału w Pucharze ZSRR:

1992
- 13 miejsce w Rosyjskiej Pierwszej Lidze:

1992
- 1/64 finału w Pucharze Rosji:

1993

## Znani piłkarze
- Artur Tlisow